# Lilla Högmora

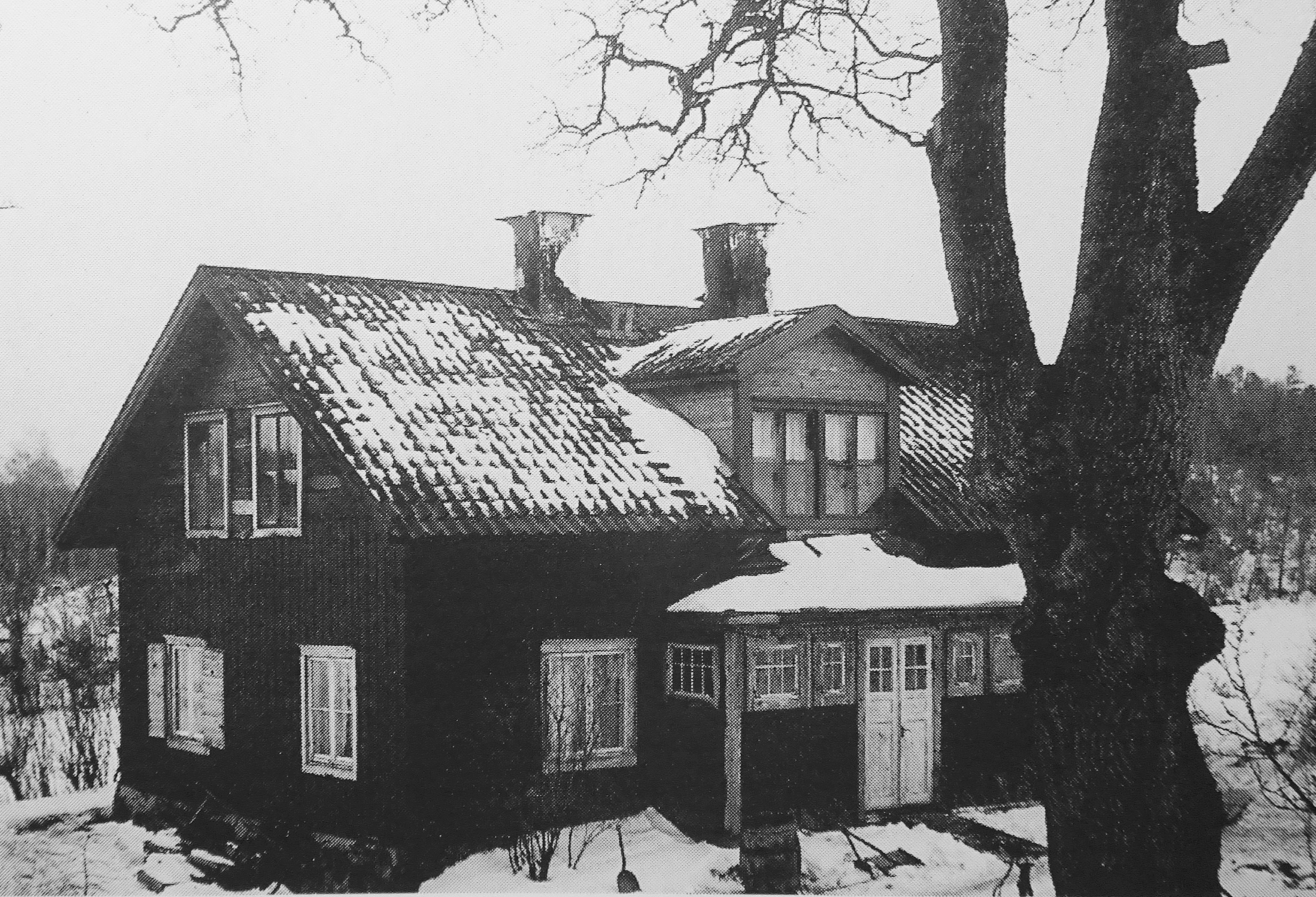
Lilla Högmora på 1960-talet.

Lilla Högmora (även Högmora Lilla) var ett torp i nuvarande Huddinge kommun. Kring Lilla och Stora Högmora har det nuvarande Högmora vuxit fram. Namnet lever kvar i lokalgatorna Högmoravägen och Högmora Ringväg samt i kommundelsnamnet Högmora.

## Historik

### Lilla Högmora

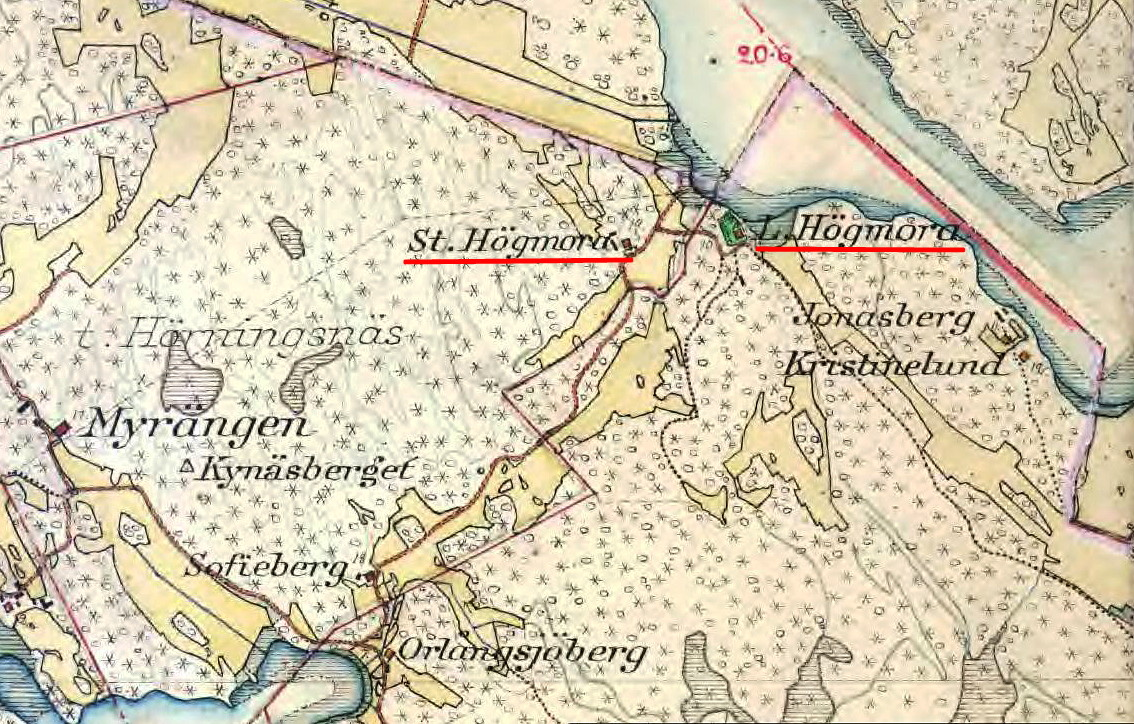
Lilla och Stora Högmora på Häradsekonomiska kartan från 1901.

Lilla Högmora låg i en dalgång vid Magelungens norra vik, strax öster om Kynäsberget. Stället omnämns i husförhörslängden sedan 1689. I jordeboken från 1749 upptas det som skattelagt torp under gården Orlångsjö som i sin tur tillhörde Ågesta gård. I husförhörslängden från 1846 står: ”Lilla Högmora på Ågesta ägor avsöndrat på viss tid mot årligt arrende av 100 riksdaler banko”. Vid den tiden arrenderades Lilla Högmora av Lars J. Hedberg. 
I husförhörslängden från 1891 upptas Lilla Högmora åter som torp som brukades av Gustaf Lindberg med hustru Catarina Lovisa. I hushållet fanns deras två barn. I slutet av 1930-talet var torpet privatägt och omfattade en areal om 9 hektar åker och 38 hektar skog. Till den lilla gården hörde en häst, fem kor, tre ungdjur, en gris och ett trettiotal höns. Till stället hörde några ekonomibyggnader och en liten trädgård. Efter att stått tom och övergiven brann byggnaden ner i slutet av 1970-talet. 

### Stora Högmora
Stora Högmora låg på nordöstra sluttningen av Kynäsberget, cirka 200 meter väster om Lilla Högmora. Torpet omnämns i husförhörslängden sedan 1689. I jordeboken från 1749 är det ett frälse på Stuvsta ägor och 1857 lades stället under gården Hörningsnäs. Huset finns fortfarande kvar (2022) som privatbostad vid dagens Södervägen 9, dock i om- och tillbyggt skick.